# خوديان
خوديان هي بلدة في مقاطعة كسبي في ولاية قشقداريا في أوزبكستان.